# Dave Brown (allenatore di pallacanestro)
David Charles Brown, detto Dave (Green Bay, 22 febbraio 1933 – Dallas, 15 giugno 2009), è stato un allenatore di pallacanestro statunitense, professionista nella ABA.

## Carriera
Guidò i Dallas Chaparrals per la parte finale della stagione ABA 1972-73.